# Daddy Gaoh
Pour les articles homonymes, voir Gaoh.
Daddy Gaoh, né en 1906 à Matankari et mort le 25 mars 1973 à Niamey, est un homme politique nigérien.

## Biographie
Daddy Gaoh descend des dirigeants d'Arewa. Il fréquente l'école secondaire de Ouagadougou jusqu'en 1927 puis entre dans l'administration coloniale française en tant qu'assistant. Il travaille d'abord à Gaya, à partir de 1932 à Tessaoua, à partir de 1947 à Birni-N'Konni et à partir de 1949 à Niamey, la capitale du Niger. Gaoh rejoint le Parti progressiste nigérien (PPN-RDA), dont il devient le deuxième vice-président en 1949. En juin 1950, il est devenu président du parti. Dans ce bureau, il est remplacé en 1956 par Boubou Hama. Cette année-là, Daddy Gaoh déménage à Tessaoua pour travailler, il devient président de la section locale du parti du PPN-RDA en 1957. 

### Parcours professionnel
Il déménage à Dogondoutchi, en tant que haut fonctionnaire. En 1959, il est d'abord commandant adjoint du district de Dogondoutchi, puis commandant adjoint du district de Tessaoua, et enfin commandant du district de Tessaoua. Il prend sa retraite en tant que fonctionnaire en 1962.
Indépendant depuis 1960, le PPN-RDA forme le parti d'unité dirigé par le président Hamani Diori. Sawaba, le principal parti concurrent dans les années précédant l'indépendance, est interdit. En 1964, le fils de Daddy Gaoh, Hamissou, est exécuté pour avoir comploté pour renverser le gouvernement Dioris en tant que militant Sawaba. Daddy Gaoh assume une autre haute fonction pour le PPN-RDA lorsqu'il est nommé maire de Niamey de 1966 à 1970.
En outre, jusqu'à sa mort en 1973, il est Grand chancelier de l'ordre national et membre de la chambre constitutionnelle de la Cour suprême.

## Reconnaissances
Une rue de Niamey porte son nom « avenue Daddy Gaoh. ».